# Hieronymus Münzer
Hieronymus Münzer dit Monetarius (né à Feldkirch en 1437 ou 1447, mort à Nuremberg le 27 août 1508) est un voyageur, humaniste, médecin, géographe et cartographe allemand. Il participe à l'écriture de l'incunable La Chronique de Nuremberg, compilé par Hartmann Schedel, illustré par Michael Wohlgemuth et Wilhelm Pleydenwurff, et imprimé et publié par Anton Koberger, en 1493.

## Biographie

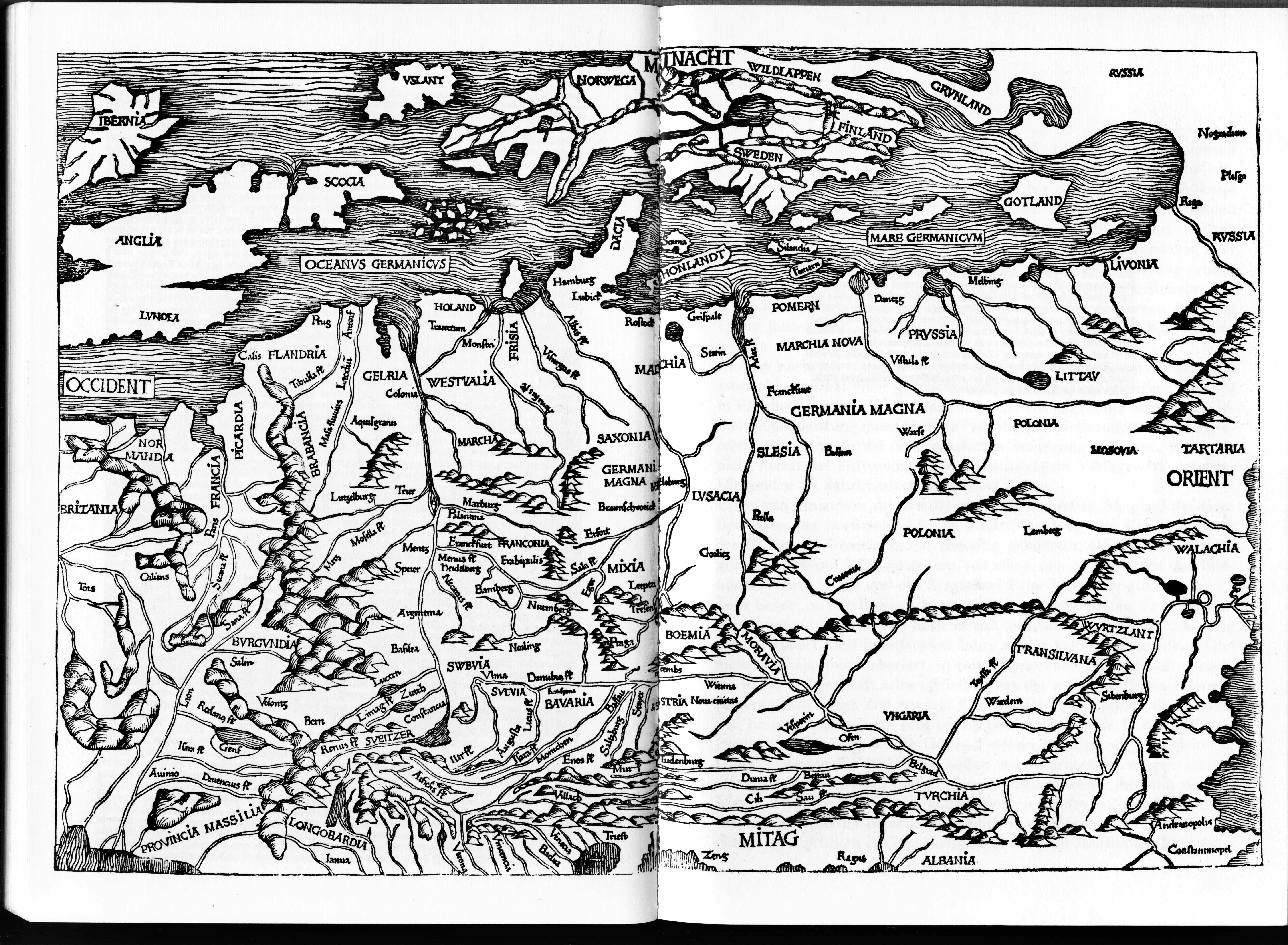
Carte de l'Allemagne figurant dans La Chronique de Nuremberg de Hartmann Schedel, 1493

Hieronymus Münzer nait dans une famille modeste à Feldkirch dans le Vorarlberg. Il étudie à Leipzig les arts, puis à Pavie la médecine. Il s'installe ensuite à Nuremberg où il exerce comme médecin. Il entreprend un voyage en Italie en 1484. 
Muenzer est ami avec Hartmann Schedel (1440-1514) et participe à la partie géographique de la célèbre Chronique de Nuremberg que celui-ci publie au cours de l'année 1493, ainsi qu'à la première carte d'Allemagne qui s'y trouve également. Il a des contacts étroits avec le fabricant de mappemondes Martin Behaim, et collabore probablement avec lui à divers projets cartographiques. Au mois de juillet 1493, le roi du Portugal lui demande son aide pour rechercher une voie de passage vers les Indes par delà l'Atlantique.
En août 1494, il quitte Nuremberg, où sévit une épidémie de peste, pour entreprendre jusqu'au mois d'avril 1495, un voyage sur quelque 7 000 kilomètres à travers la Suisse, la France (où il visite Marseille, Arles et Perpignan), l'Espagne et le Portugal. En Espagne, il est l'un des premiers voyageurs chrétiens à visiter la ville de Grenade peu après sa conquête par la Castille. Entre Malaga et Séville, il se joint à un petit groupe de voyageurs composé de deux citoyens de la ville de Nuremberg, du fils d'un commerçant d'Augsbourg et de lui-même. Ils voyagent de compagnie jusqu'au Portugal, où Hieronymus Münzer rencontre à Évora le roi Jean II ; au cours d'un banquet avec lui, il apprend la nouvelle du succès de la route portugaise vers les Indes.
Saint-Jacques-de-Compostelle fait bien entendu partie de la route qu'il suit, même s'il ne s'agit pas de son objectif. D'autres lieux notables où le mène son voyage comprennent le fameux monastère de Guadalupe, Madrid (où il rencontre les Rois Catholiques), Saragosse, Toulouse, Poitiers, Tours, Orléans, Paris et en particulier la cathédrale Notre-Dame de Paris le 9 mars 1495), Abbeville, Bruges, Gand, Cologne, Mayence. Arrivé là, il est convié à la Diète impériale à Worms, pour finalement arriver à Nuremberg en passant par Francfort et Wurtzbourg. 

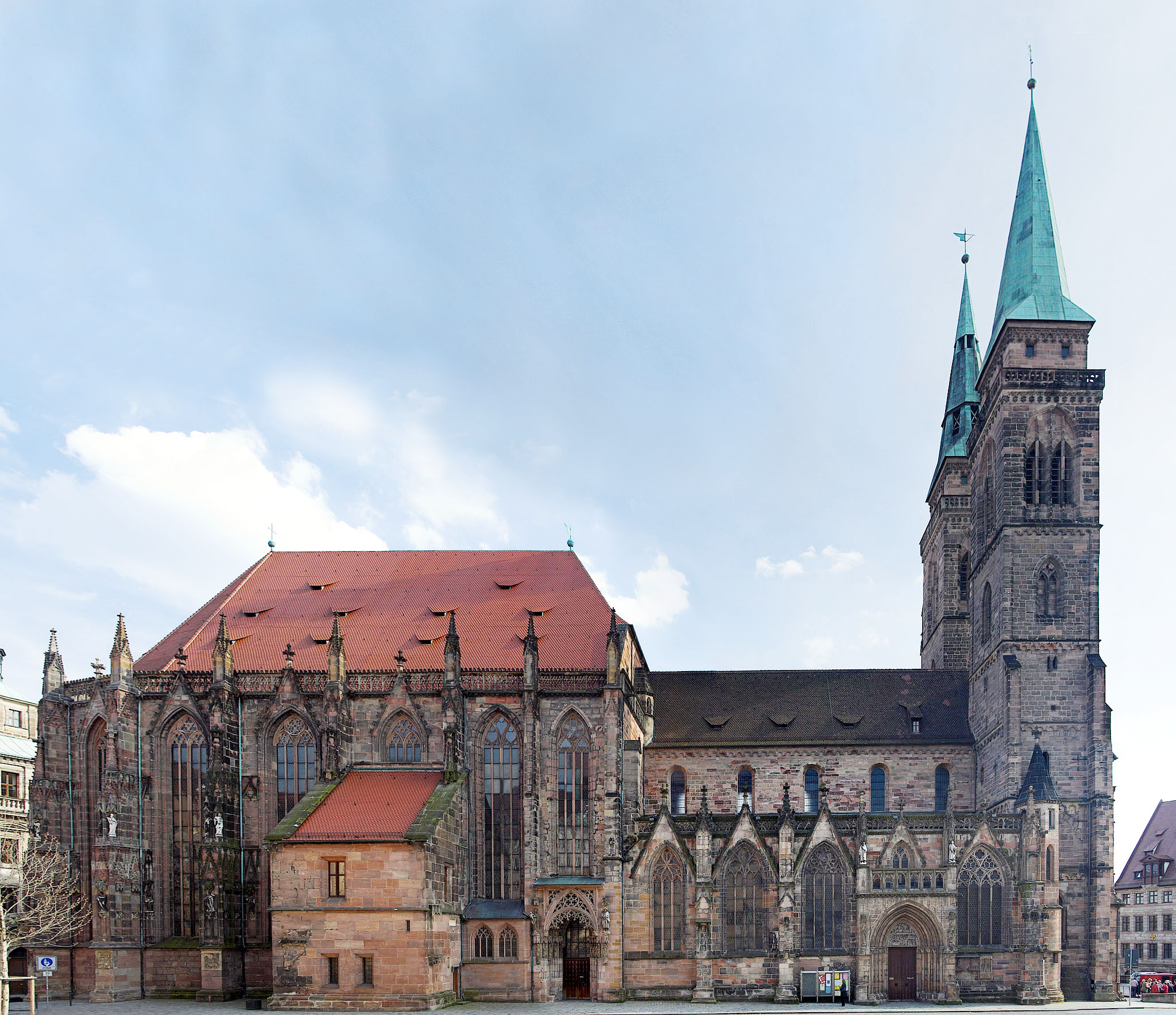
Façade nord de l'église Saint Sebald de Nuremberg où se trouve la tombe d'Hieronymus Münzer.

Hieronymus Münzer racontera ce long voyage dans son livre Itinerarium siue peregrinatio excellentissimi viri artium ac vtriusque medicine doctoris Hieronimi Monetarii de Feltkirchen ciuis Nurembergensis, écrit entièrement en latin. Du récit originel on ne conserve aujourd'hui qu'une copie dans un codex de Hartmann Schedel (Munich, Bayerische Staatsbibliothek, Clm 431, fol. 96–274v.). Le titre laisse entendre que cet éminent humaniste avait également accompli là un pèlerinage, comme il était d'usage à l'époque, même s'il ne s'était pas limité à cela. Le texte de l'ouvrage comprend de nombreuses descriptions des lieux et des pays qu'il a visités. On trouve de nos jours des parties de ce livre traduites dans les diverses langues des pays qu'il a traversé (espagnol, portugais, français...) ; il existe également une édition annotée, en latin, et l'université Friedrich-Alexander de Erlangen-Nüremberg envisage une traduction intégrale en allemand dans une édition annotée. 
D'autres travaux de lui, tels que la relation qu'il fait de la découverte de l'Amérique, ou ses essais sur l'astronomie, ont été perdus, ainsi que la version originale de sa carte de l'Allemagne, Alemannia inferior ; elle a cependant été conservée sous forme de copie dans La Chronique de Nuremberg de Hartmann Schedel.

## Œuvres choisies
- Itinerarium siue peregrinatio excellentissimi viri artium ac vtriusque medicine doctoris Hieronimi Monetarii de Feltkirchen ciuis Nurembergensis (Voyage de 1494/1495)
- De inventione Africae maritimae et occidentalis videlicet Geneae per Infantem Heinricum Portugalliae, ed. v. Friedrich Kunstmann : « Hieronymus Münzer’s Bericht über die Entdeckung der Guinea. Mit einleitenden Erläuterungen », dans : Abhandlungen der historischen Classe der königlich bayerischen Akademie der Wissenschaften, Bd. 7, Munich, 1855, p. 291–362 (Introduction : p. 291–347).
- Hieronymus Münzer, Le voyage de Hieronimus Monetarius à travers la France, 17 septembre 1494-14 avril 1495, F. Paillart, 1939